# Arjona (planta)
Arjona es un género  de plantas fanerógamas perteneciente a la familia Schoepfiaceae del orden Santalales. Son plantas herbáceas, parásitas de raíces tanto de herbáceas como de árboles. Bajo el género han sido descritos 21 taxa entre especies y otras combinaciones taxonomómicas, algunas de las cuales han pasado a engrosar la lista de sinónimos de unas pocas que en la actualidad son aceptadas, aún cuando existen diversas diferencias entre autores en relación con la validez de las mismas. 
Se distribuyen en el sur de la Argentina y Chile. En Argentina es frecuente en las provincias cordilleranas de San Juan, La Rioja, Mendoza, Neuquén, Chubut, Santa Cruz y Tierra del Fuego, así como en la localidad de Tandil y Sierra de la Ventana en la provincia de Buenos Aires, en tanto en Chile ocurre en la Región de Coquimbo, en la Región de Valparaíso, en la Región de O`Higgins, en la Región del Maule, la Región del Ñuble, en la Región de los Ríos y en la Región de Magallanes y la Antártida chilena. También se han reportado referencias para algunas especies en localidades de Perú, en el Sur de Brasil y en Montevideo, aunque no existe mucha evidencia de que se encuentren bien representadas en la región, en tanto en Uruguay pudo haberse extinguido o al menos no se han encontrado colecciones recientes, lo cual puede deberse a que el ejemplar depositado en el herbario de la Universidad de La República citado para Montevideo tenga datos ambiguos en relación con su localidad de colecta.
Por otra parte se ha sugerido que los tubérculos de algunas de las especies del género en particular de Arjona tuberosa, conocida vulgarmente como macachín, pudieran haber sido comestibles, lo que se ha corroborado por la existencia de gránulos de almidón observados en cortes anatómicos en material disponible en restos arqueológicos de cazadores recolectores radicados en la costa patagónica y en la provincia de Neuquén.

## Morfología
Son plantas herbáceas, pequeñas, con rizomas erectos o rastreros provistos de raíces caulógenas provistas de haustorios en su ápice con los que penetra el cuerpo de los hospedadores llegando a sus tejidos de conducción, nutriéndose de aquellas especies a las que parasitan. Los rizomas tienen tallos o vástagos aéreos ramificados desde la base semejando un candelabro judío con un eje central que remata en una inflorescencia racimosa de tipo corimbiforme conformada con flores blancas o violáceas que están subtendidas por dos bractéolas opuestas entre sí y protegidas por una bráctea que las envuelve. Las flores son hermafroditas y tienen un perigonio tubular formado por 5 lóbulos más o menos obtusos. El androceo está compuesto por cinco estambres epitépalos con anteras oblongas dorsifijas y con un pequeño filamento que se inserta en el tubo de la corola, mientras que el gineceo tiene un ovario ínfero que se continúa en un estilo que remata en tres ramas estigmáticas más o menos globosas. El estilo en algunas especies puede llegar a la garganta del tubo y en otras superarlo, siendo en ese caso los estigmas exertos. El fruto es un aquenio globoso de color negro violáceo con el exocarpo liso o ruguloso que remata en una estructura discoidal conformada por restos de la base del estilo acrescente y que suele estar protegido por el sistema de brácteas.

## Taxonomía
El género fue descrito en 1797 en la obra Icones et Descriptiones Plantarum por el botánico español Antonio José de Cavanilles quien se lo dedicó al botánico, profesor y catedrático de la Universidad de Cádiz, Francisco Arjona, describiendo en esa obra a Arjona tuberosa Cav. que constituye la especie tipo. En el protólogo se incluye además una lámina con los detalles de la morfología que además constituye el holotipo del género y que se corresponde con un material coleccionado en Puerto Deseado, Argentina y depositado en las colecciones del herbario del Real Jardín Botánico de Madrid con el número MA652207.	
El tratamiento del género incluye tres secciones: Psilarjona, Euarjona y Xylarjona.  

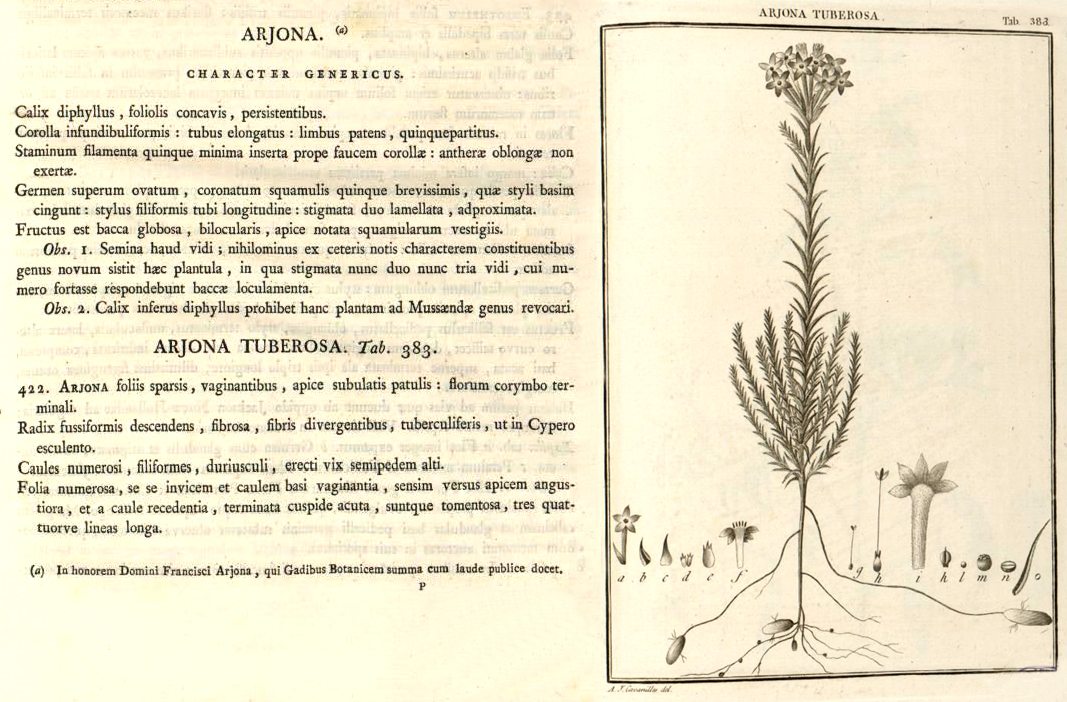
Protólogo de Arjona tuberosa Cav.

Los taxa descriptos se listan ordenadas por cronológicamente en atención a la fecha de su descripción, consignando el nombre binomial seguido del autor, abreviado según las convenciones nomenclaturales vigentes en el código de nomenclatura botánica.  
- Arjona tuberosa Cav. (1797)
- Arjona ruscifolia Pöepp. (1843)
- Arjona patagonica Hombr. et Jacq, (1847)
- Arjona pusillla Hook f.(1847)
- Arjona tuberosa Gay non Cav. (nomen nudum)
- Arjona tuberosa var, patagonica De Candolle (1857)
- Arjona andina Phil. (1862)
- Arjona longifolia Phil. (1862)
- Arjona apressa Phil. (1864)
- Arjona pungens Phil. (1873)
- Arjona rigida Miers (1878)
- Arjona linearis Miers (1878)
- Arjona minima Hieron. (1881)
- Arjona tandilensis O. Kuntze (1893)
- Arjona patagonica var. tandilensis (O. Kuntze) Speg. (1901)
- Arjona ameghinoi Speg. (1902)
- Arjona tuberosa var. lanata Mackloskie (1905)
- Arjona glaberrima Pilger (1906)
- Arjona chubutensis Dusen (1914)
- Arjona megapotamica Malme (1928)
- Arjona schumanniana Pilger (1930)
- Arjona tuberosa var. tandilensis (O. Kuntze) Dawson

Entre estos taxa, solo siete especies son válidas: Arjona tuberosa Cav., Arjona ruscifolia Pöepp., Arjona patagonica Hombr. et Jacq., Arjona pusillla Hook f., Arjona longifolia Phil., Arjona tandilensis O. Kuntze, Arjona chubutensis Dusen; aunque algunos trabajos sugieren que ese número debe reducirse a sólo dos: Arjona tuberosa Cav. y  Arjona patagonica Hombr. et Jacq.
Entre los autores que más han trabajado en el género se encuentra Eduard Friedrich Poeppig, Rodolfo Philippi, John Miers, Alphonse De Candolle, Karl Skottsberg (a quien se le debe el tratamiento en secciones) y en particular en el Museo de La Plata, donde se encuentra depositada una de las más grandes colecciones, el Dr. Carlos Spegazzini y la Dra. Genoveva Dawson de Teruggi, quien desarrollará en este género su tesis doctoral.